# 木の葉
木の葉（このは）は、童謡の一つ。

## 概要
作詞者・作曲者とともに不詳。初出は1911年（明治44年）5月「尋常小学唱歌（一）」

## 歌詞
1番
何処から来たのか　飛んで来た木の葉　くるくるまわって　くもの巣にかかり　風に吹かれて　ひらひらすれば　くもは虫かと　よって来る
2番
何処から来たのか　飛んで来た木の葉　ひらひら舞って来て　池の上におちて　波にゆられて　ゆらゆらすれば　鯉はえさかと　浮いて来る